# Tromblon et Bottaclou
 (février 2025).
Tromblon et Bottaclou est une série comique créée en 1962 par René Goscinny (textes) et Christian Godard pour le journal Pilote.

## Le thème
L’action se situe sur une île dans une ambiance milieu/fin XIXe siècle. Il s’agit d’un monde rural où la révolution industrielle n’a pas encore réellement percée. Sur cette île s’affrontent, gentiment, un gendarme, Bottaclou, et un voleur, Tromblon.
Le premier est habillé comme les gendarmes de la fin du Second Empire et chevauche un bourrin qui répond au nom de Boitafoin. Le second est toujours affublé d’un chapeau et d’un loup plus ou moins lâche et est accompagné d’un corniaud, la Truffe.
Cette opposition cocasse n’est pas sans rappeler les personnages de Louis de Funès et Moustache dans Ni vu, ni connu (1958).
Le rêve de Bottaclou est bien sûr d’arrêter Tromblon mais il leur arrive de faire souvent cause commune pour chasser de plus méchants. L’une des rares fois où Tromblon est réellement arrêté, le gouverneur de l’île est si satisfait qu’il décrète … une amnistie générale.

## L’intérêt de la série
Ces 8 récits et 48 planches restent pour chacun des deux auteurs une série mineure. Les deux hommes ont déjà travaillé ensemble sur la série Jacquot le Mousse et le feront encore sur des planches de gags épisodiques par la suite.

Si la série ne confine pas au génie c’est sans doute parce qu’elle reste très classique. Pas de délire comme dans Les Divagations de Monsieur Sait-Tout, pas de mise en abyme de la société comme dans Astérix, pas de calembours et d'à-peu-près comme dans Iznogoud.
La mise en page est de type gaufré avec 5 bandes par planches, ce qui donne une réelle consistance aux histoires. L’ensemble est très professionnel et démontre une fois encore le talent de Goscinny et le savoir-faire de Godard dont le dessin gagnera encore en aisance par la suite.

## Publications
1. Tromblon et Bottaclou (#115 -1962) : 4 planches
2. Du baroud chez les truands (#124 -1962) : 4 planches
3. Bottaclou mène l’enquête (#136 -1962) : 8 planches
4. Visite officielle (#153 -1962) : 8 planches
5. La prison (#159 -1962) : 6 planches
6. Le virtuose (#167 -1963) : 6 planches
7. La Truffe, le champion (#182 -1963) : 6 planches
8. Les squatters (#197 -1963) : 6 planches

## Albums
1. Les aventures de Tromblon et Bottaclou (Glénat, 1976)

Réédition incomplète en noir et blanc, manque en effet l'épisode 2.

1. Les Archives Goscinny : Jacquot le Mousse suivi de Tromblon et Bottaclou (Vent d’Ouest, 2000)

Réédition intégrale sous les couleurs originelles (couleurs ou bichromies rouges selon les cas).